# Verwaltungsgerichtsordnung
Die Verwaltungsgerichtsordnung, kurz VwGO, ist ein deutsches Bundesgesetz, welches das Gerichtsverfahren in der deutschen Verwaltungsgerichtsbarkeit (Verwaltungsprozessrecht) bundeseinheitlich regelt.
Die VwGO gliedert sich in die Teile:
- Gerichtsverfassung (I.),
- Verfahren (II.),
- Rechtsmittel und Wiederaufnahme des Verfahrens (III.),
- Kosten und Vollstreckung (IV.),
- Schluss- und Übergangsbestimmungen (V).

Alle Länder haben in Ausübung der konkurrierenden Gesetzgebungszuständigkeit eigene Ausführungsgesetze zur VwGO erlassen (siehe #Weblinks).
Einschränkungen des verwaltungsgerichtlichen Rechtsschutzes enthält das Sechste Gesetz zur Änderung der Verwaltungsgerichtsordnung vom 1. November 1996, das am 7. November 1996 im Bundesgesetzblatt verkündet wurde und am 1. Januar 1997 in Kraft trat. Mit diesem Änderungsgesetz wurde die allgemeine Berufung gegen erstinstanzliche Urteile ausgeschlossen und die Zulassungsberufung eingeführt. Zu einem Berufungsverfahren kommt es seitdem nur noch, wenn das Verwaltungsgericht oder das Oberverwaltungsgericht – letzteres auf Antrag eines Beteiligten – die Berufung zugelassen hat. Sobald der im schriftlichen Verfahren ohne mündliche Verhandlung zu beschließende Antrag abgelehnt ist, wird das Urteil in erster Instanz rechtskräftig.
Außerdem wurde zur gleichen Zeit der zuvor nicht bestehende Vertretungszwang vor den Oberverwaltungsgerichten eingeführt. Zuvor konnte sich jeder Beteiligte ohne anwaltlichen Beistand an das Oberverwaltungsgericht wenden. Nun muss bereits der Antrag auf eine Zulassung der Berufung von einem Rechtsanwalt oder von einer ihm gleichgestellten Person (siehe § 67 Abs. 4 Satz 2 VwGO) gestellt werden.
Begründet hat die Bundesregierung den Gesetzentwurf zur Änderung der Verwaltungsgerichtsordnung mit dem Hinweis auf die Asylproblematik, die durch eine hohe Zahl an Asylverfahren die Verfahrensdauer nachhaltig erhöht habe. Die Einschränkung des verwaltungsgerichtlichen Verfahrens sollte eine Verfahrensbeschleunigung zur Absicherung des „Rechtsschutzgewährleistungsanspruches“ bewirken.
Mit Wirkung vom 1. Januar 2002 wurde den Verwaltungsgerichten die Möglichkeit gegeben, die Berufung im erstinstanzlichen Urteil selbst zuzulassen (§ 124 Abs. 1 VwGO). Das Oberverwaltungsgericht muss dann ein normales Berufungsverfahren durchführen. Hiervon wird in der Praxis jedoch nur selten Gebrauch gemacht.

## Geschichte
Gesetzliche Vorläufer waren verschiedene Ländergesetze aus der Zeit nach dem Zweiten Weltkrieg, nachdem der Alliierte Kontrollrat mit Kontrollratsgesetz Nr. 36 vom 31. Oktober 1946 die Verwaltungsgerichte in den einzelnen Besatzungszonen und in Berlin wieder errichtet hatte.
Die Verwaltungsgerichtsordnung geht in ihren wesentlichen Teilen auf den sog. Heidelberger Entwurf Walter Jellineks zurück, der als Vorsitzender eines auf Anregung der US-amerikanischen Militärregierung gegründeten Ausschusses den Entwurf eines Verwaltungsgerichtsgesetzes unterbreitete.
Um das Jahr 1980 gab es Überlegungen, die VwGO, das Sozialgerichtsgesetz und die Finanzgerichtsordnung in einer gemeinsamen "Verwaltungsprozessordnung" zusammenzufassen. Vertreter dieser drei Zweige der Gerichtsbarkeit nahmen an Beratungen teil. Es hätte sich etwa angeboten, zunächst einen Allgemeinen Teil, der für alle drei Zweige der Gerichtsbarkeit gelte, voranzuschicken und sodann mit drei weiteren Teilen, die jeweils auf die Besonderheiten des Zweigs der jeweiligen Gerichtsbarkeit zugeschnitten wären, fortzufahren. Letzten Endes kamen die Beratungen aber nie über das Planungsstadium hinaus.
In der DDR gab es seit 1952 keine Verwaltungsgerichte mehr. Stattdessen sah das Gesetz über die Bearbeitung der Eingaben der Bürger eine informelle Konfliktbeilegung vor.